# ابوخیل‌ارطه
ابوخیل‌ارطه، روستایی از توابع بخش مرکزی شهرستان قائم‌شهر در استان مازندران ایران است.

## جمعیت
این روستا در بیشه‌سر قرار داشته و براساس آخرین سرشماری مرکز آمار ایران که در سال ۱۳۸۵ صورت گرفته، جمعیت آن ۱۵۱۰نفر (۳۶۴خانوار) بوده‌است.